# 입법회 종합 빌딩

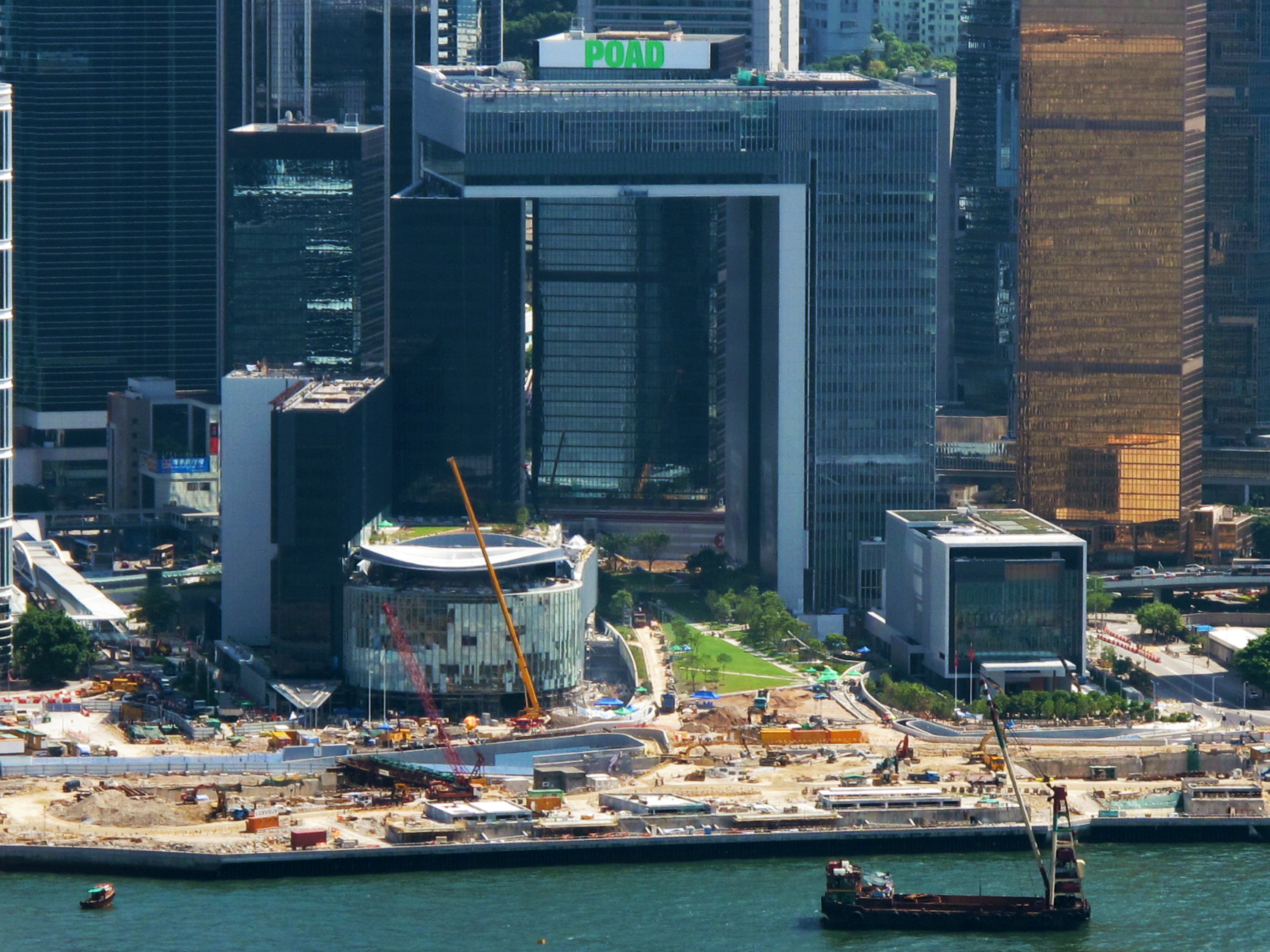
홍콩 정부 총부와 나란히 서있는 입법회종합대루의 모습

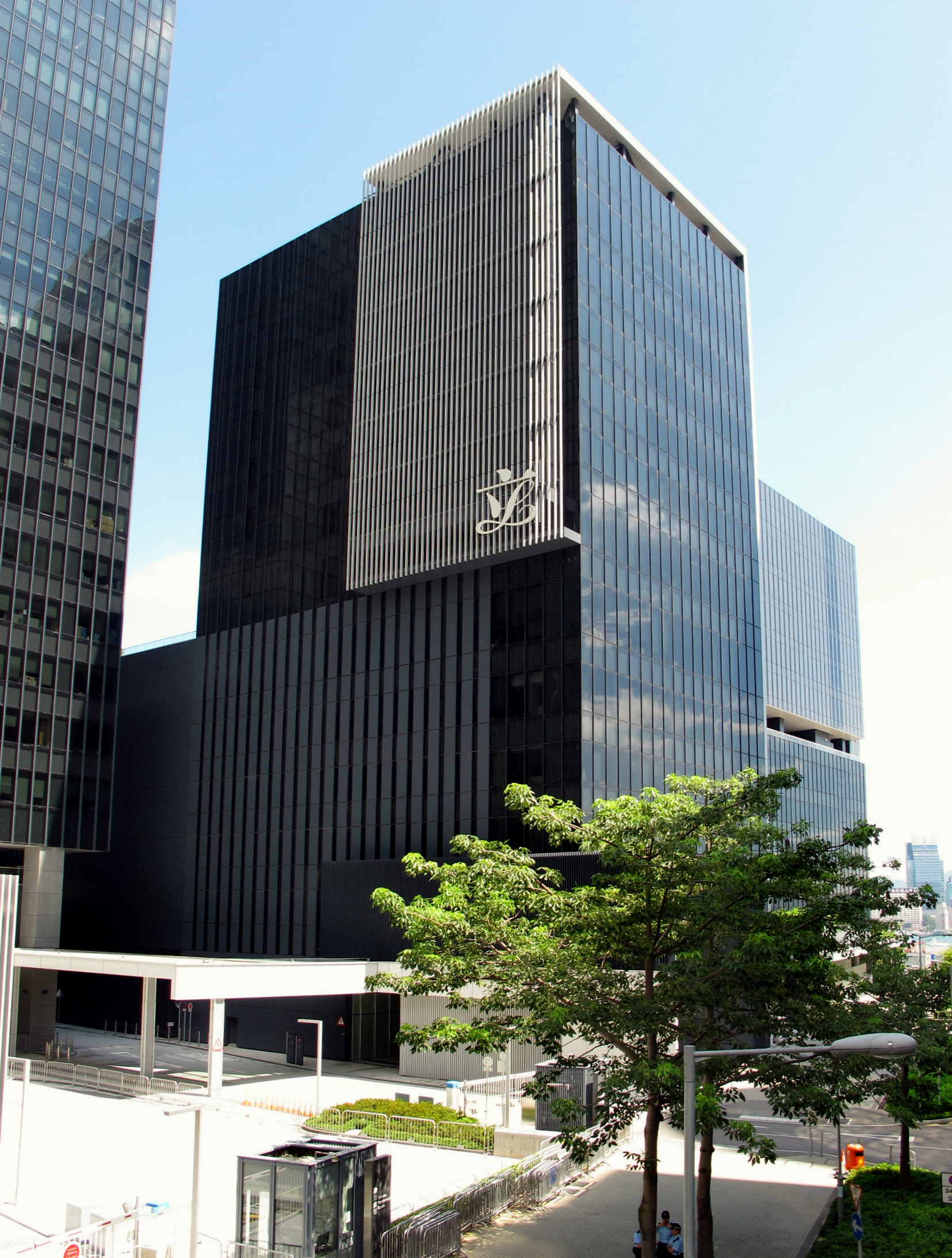
사무 구역

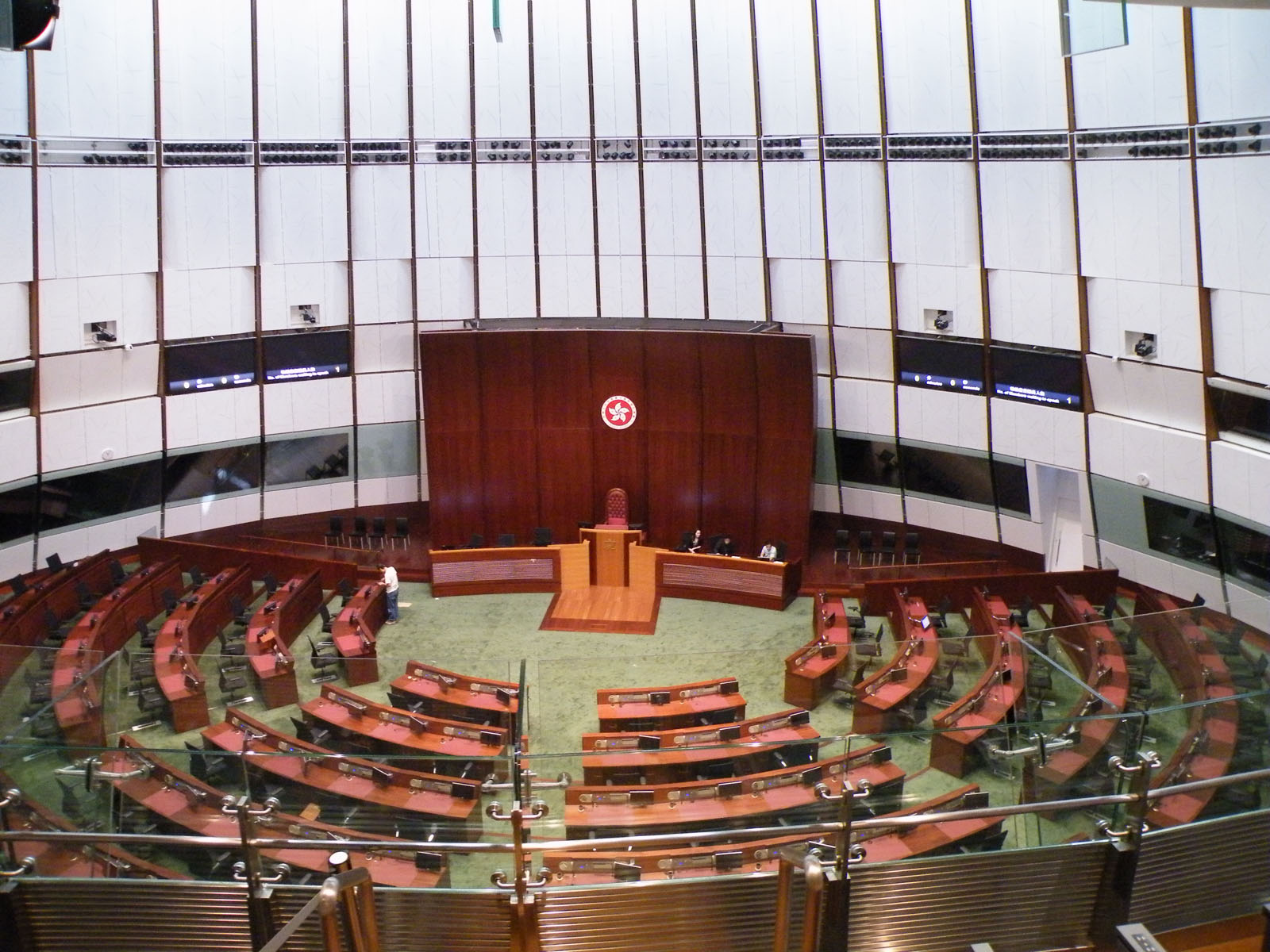
대회의실

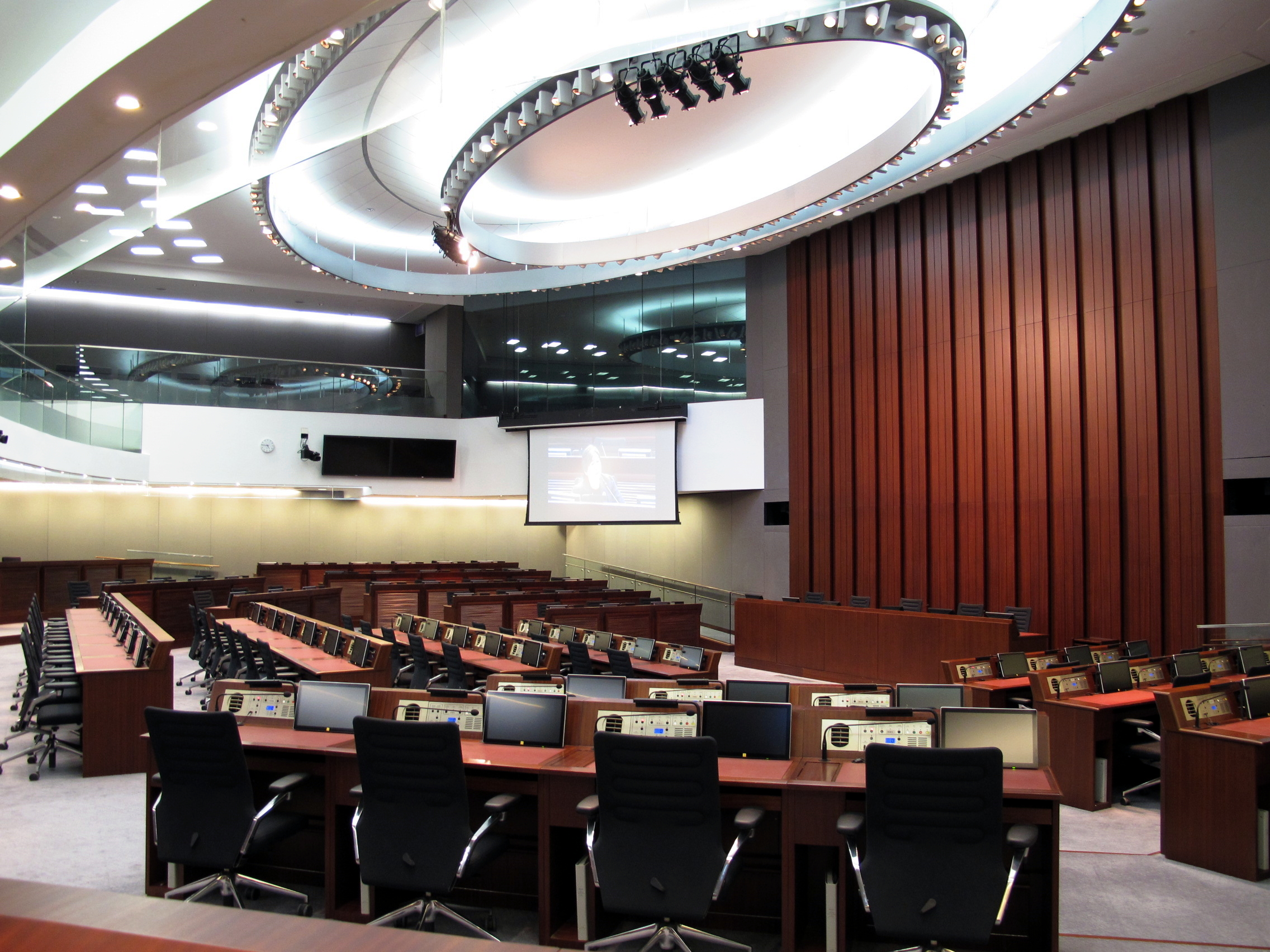
제1회의실

입법회종합대루(중국어: 立法會綜合大樓, 영어: Legislative Council Complex)는 홍콩 입법회가 자리해 있는 건물이다. 홍콩 중완 입법회로 1번지에 위치해 있으며 처음부터 홍콩 입법회의 의사당 역할을 목적으로 건설되었다. 공사는 2008년에 시작해서 2011년에 끝났다.

## 개요
입법회종합대루는 타마르 매립지 위에 지어진 홍콩 특별행정구 정부 총부 (2011년 완공) 바로 옆에 위치하며 빅토리아 항을 마주보고 있다. 입법회종합대루가 완공되기 전까지 홍콩 입법부의 의사당은 구 대법원 건물에 자리해 있었다.
입법회종합대루 단지는 의회 구역과 사무 구역으로 나뉘어 있다. 또 공원과 광장이 단지 내에 인접해 있다. 의회 전용 회의장과 공공시설 외에도, 의원 및 입법회 직원들을 위한 경호 시설과 언론 대표들을 위한 공간도 마련되어 있다.

## 설계
입법회종합대루 단지의 전반적인 설계에서 목표로 삼은 것은 입법회의 자주적이고 특수한 지위와 투명하면서도 품위 있는 이미지를 기획하는 것이었다.
빌딩 단지 내부 면에서는, 사각형 구조를 통해 법과 통제를 형상화하고, 변화를 주기 위해 바닥과 천장에는 둥근 모양을 많이 사용하여, 입법회의 엄숙함과 신중함, 개방과 공감을 나타내려고 하였다.
또 단지 설계 과정에서 친환경적이고 에너지를 절약하는 요소들도 여럿 들어갔다.

### 테마색
단지 내에 자리한 각 회의실에는 특정 테마의 색깔로 장식되어 있다.
- 초록색 - 민주주의를 상징하며, 영국 하원에서 사용하는 회의장 바닥 색의 영향을 받음
- 보라색 - 홍콩 사람들 (대중과 유권자)을 상징.
- 회색 - 열린 정부와 법률을 상징. 깨끗하고 투명한 정부와 홍콩의 법.

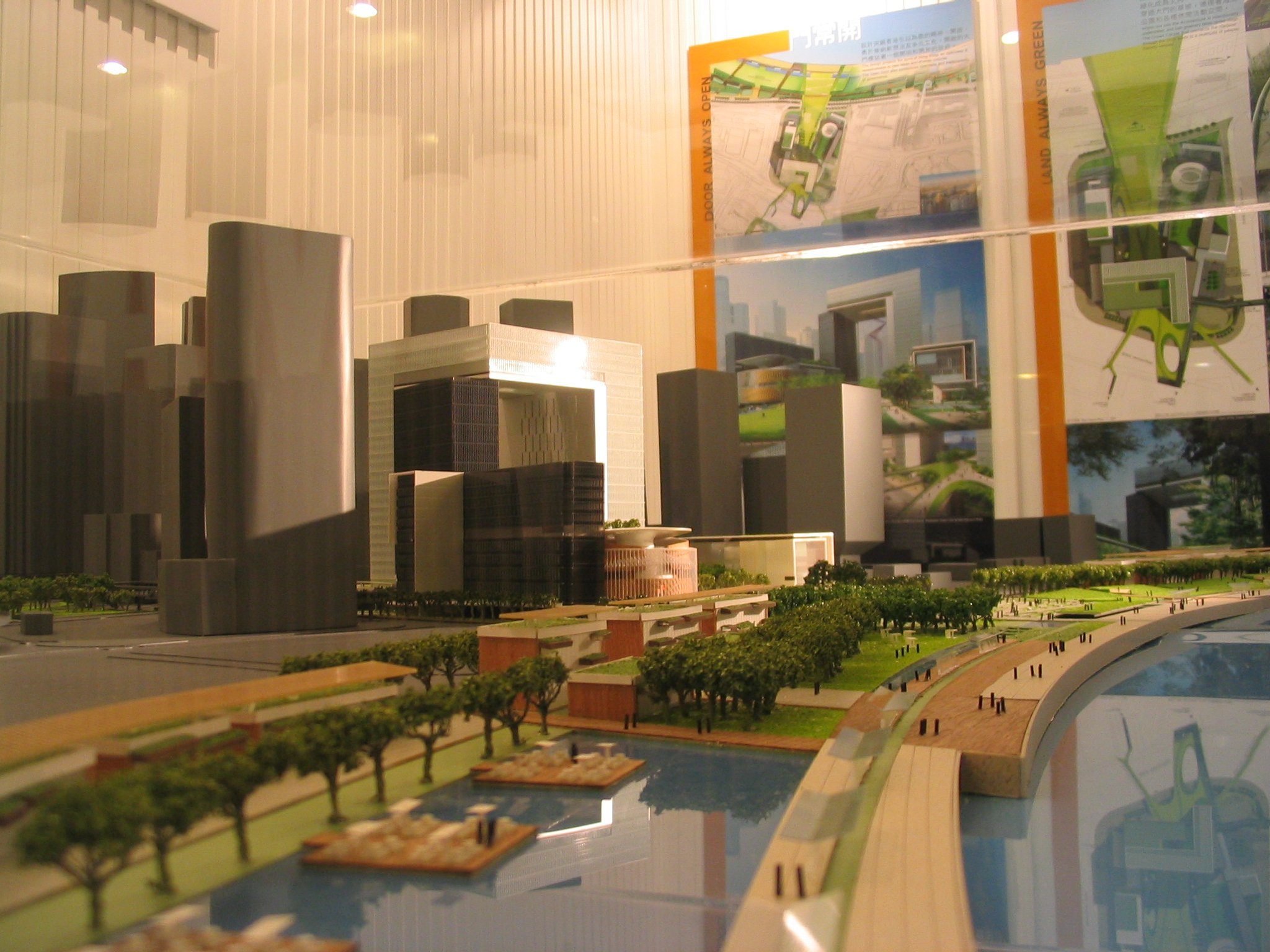
타마르 프로젝트 모형
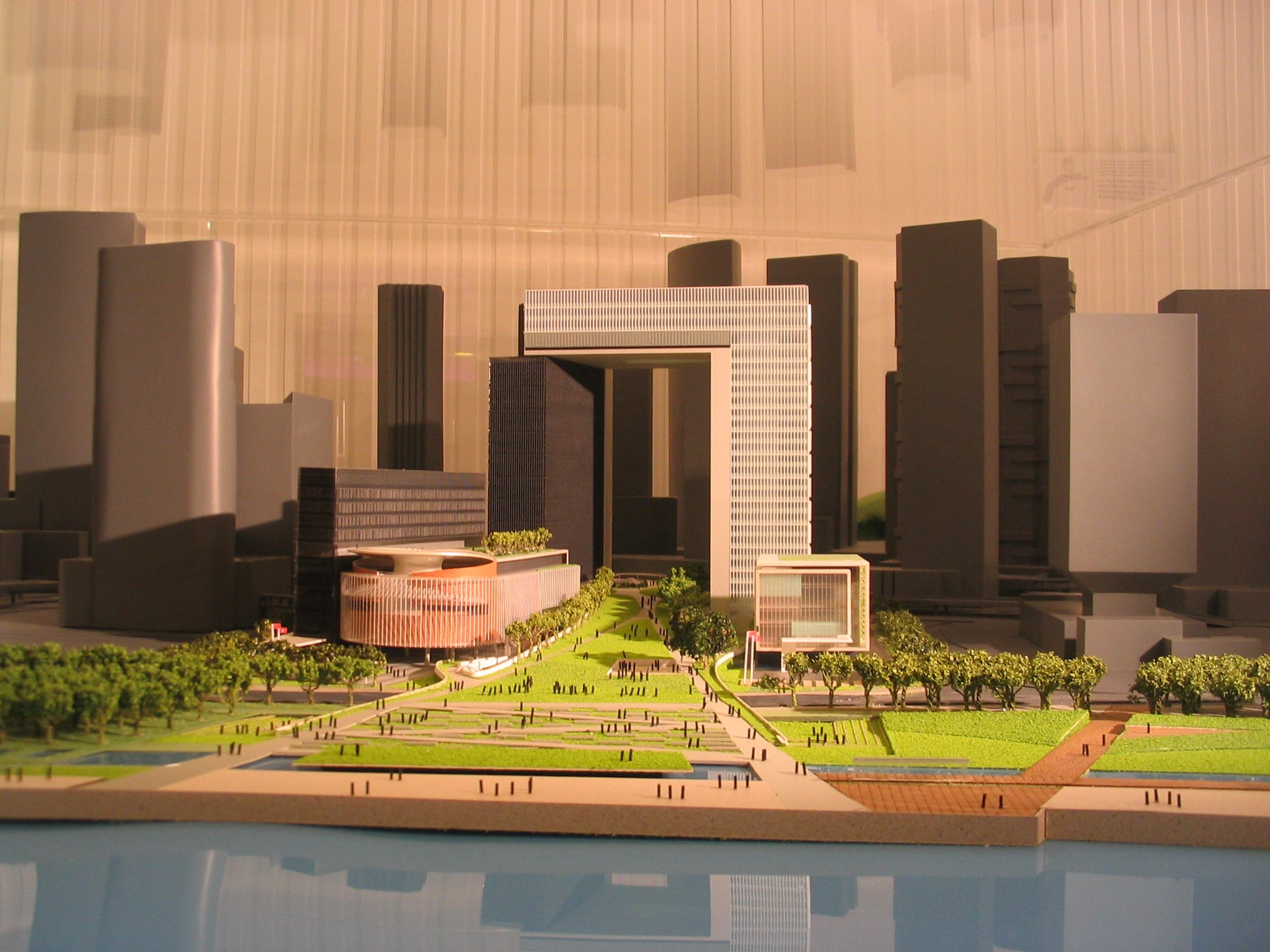
타마르 프로젝트 모형 (정면)
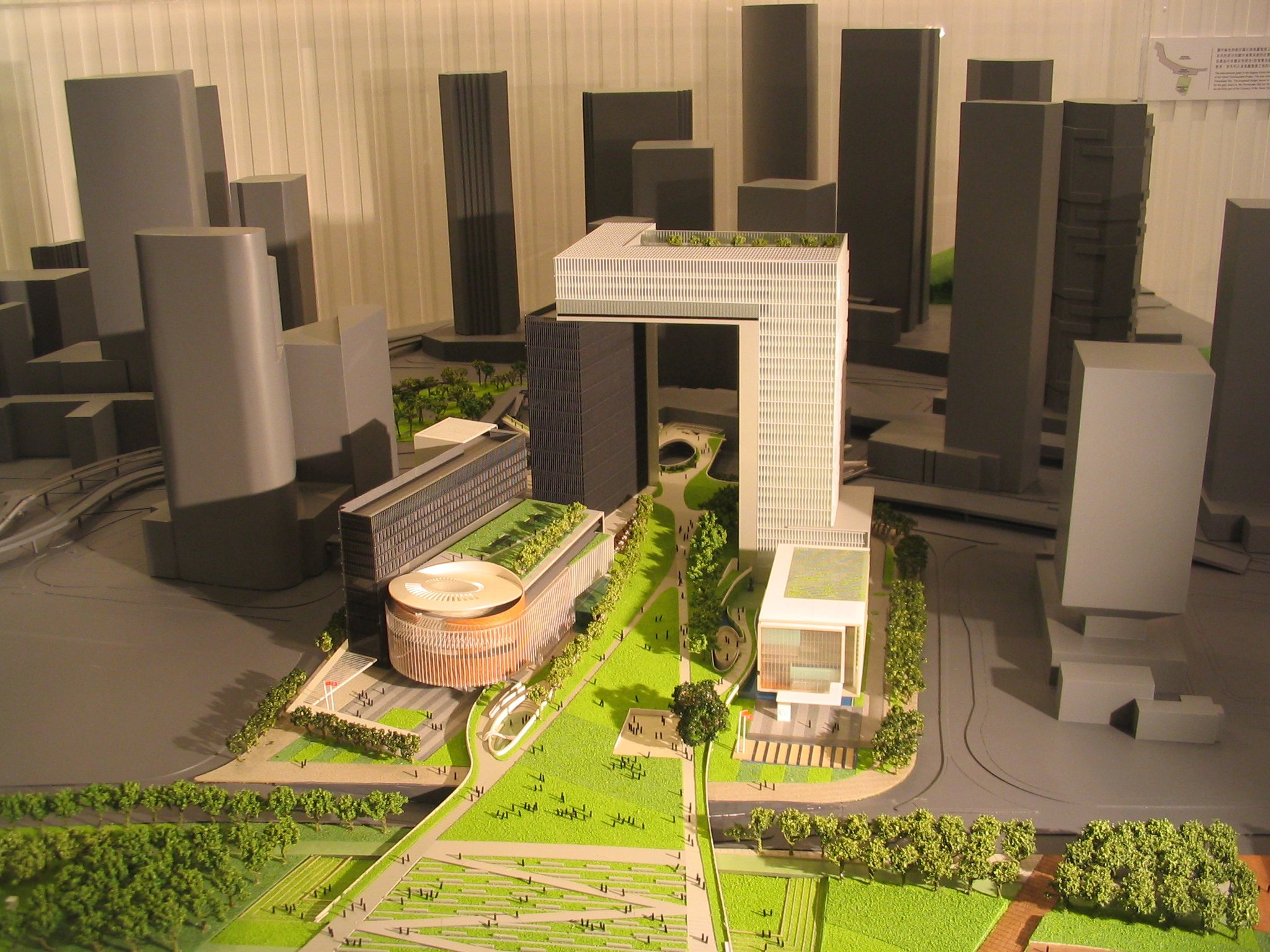
타마르 프로젝트 모형 (공원)
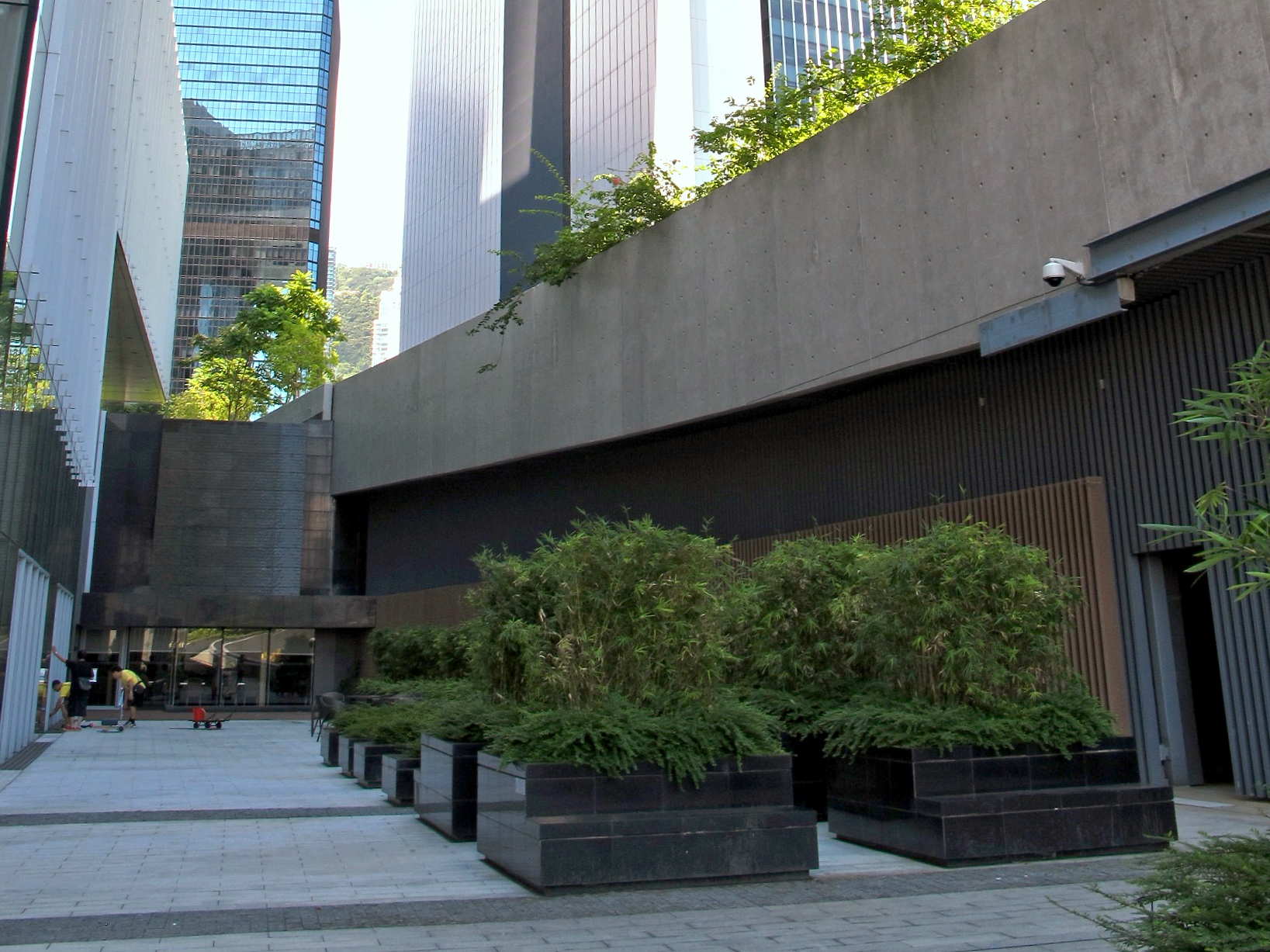
빌딩 입구쪽에 심어진 나무들
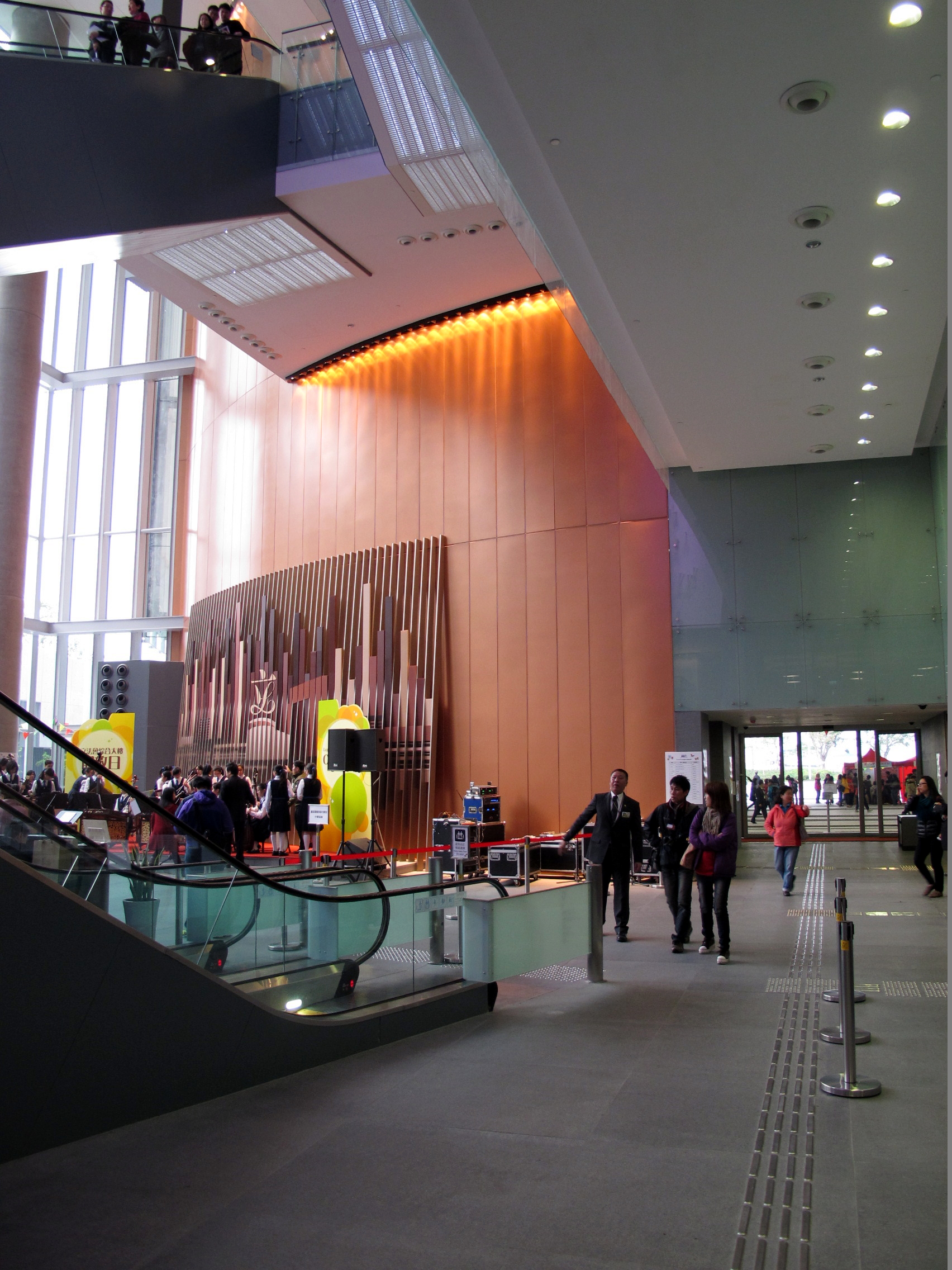
빌딩 입구 홀
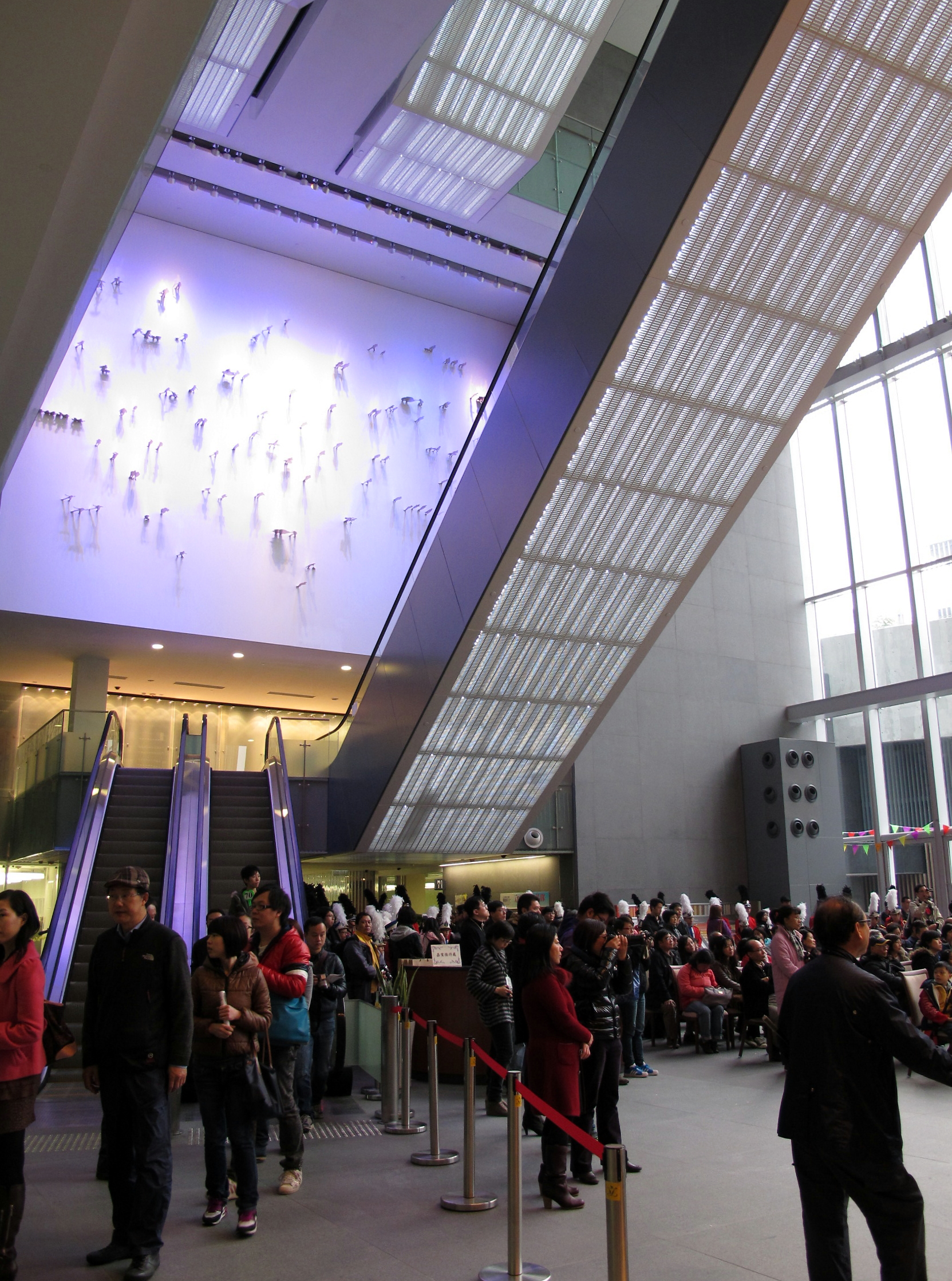
빌딩 입구의 예술 전시품

## 시설

### 회의 시설
먼저 입법회 종합빌딩의 대회의장은 의회가 소집되는 곳으로, 총 800제곱미터의 면적을 차지하고 있다. 여기에 추가로 다섯 개의 회의실이 있으며, 의원들이 입법회 내 각 위원회 회의를 공개 혹은 비공개로 진행하는 곳이다.
일반인과 언론 방청석은 대회의장 위층에 자리해 있으며, 나머지 회의실 세 곳도 일반인 및 언론에게 공개되어 모든 본회의와 위원회 공개회의를 방청하도록 해놓았다. 방청석의 모든 자리에는 회의 진행 중에 광둥어와 영어로 동시 통역해주는 헤드폰이 달려 있다.

### 미디어 시설
입법회의 회의와 활동을 취재하는 출입 기자들을 위한 미디어 시설로는 이중 프레스룸, 뉴스 방송사를 위한 TV-라디오 방송 전용실, 촬영 기자와 카메라팀을 위한 큰 사진실로 구성되어 있다.

### 공공 시설
종합빌딩에는 방문객들을 위한 여러 개방 공간이 마련되어 있으며 도서관, 아카이브실, 교육 시설로, 교육시설로 나뉜다. 교육시설은 어린이 코너, 과거를 되돌아보는 전시 공간, 방청실, 교육활동실, 그리고 기타 교육실 두 곳으로 이루어져 있다.

## 홍콩 입법회의 역대 의사당
2011년 전에는 다음과 같은 곳에서 회의를 진행했다.
- 옛 프랑스 외방선교회 대루 (1843~1846년)
- 케인 로 (1846~1855년)
- 홍콩 총독부 (1855년~). 1891년부터는 대연회장을 빌려 썼다.
- 구 중구정부합서 (1930년대~1954년)
- 중구정부합서 (1957–1985년)
- 구 종심법원 건물 (1985~2011년)

1997년 홍콩 반환 이전에 반환에 관한 입법 절차를 위해 소집됐던 홍콩 임시입법회는 1996년부터 1997년까지 선전시에 있는 선전 게스트하우스 호텔에서 회의를 열었다.

## 같이 보기
- 홍콩 정부 총부
- 마카오 입법회 빌딩